# Lucio Pomponio Flaco
Lucio Pomponio Flaco  fue un político y militar romano del siglo I que desarrolló su carrera durante el gobierno del emperador Tiberio.

## Familia
Flaco fue miembro de la gens Pomponia, de una familia originaria de Iguvium, Umbría. Fue hermano de Cayo Pomponio Grecino  y estuvo casado con Memia, hermana de Publio Memio Régulo.

## Carrera pública
Nació alrededor del año 30 a. C.  Obtuvo el consulado en el año 17. Había sido legado de Mesia en el año 12 a las órdenes del gobernador Cayo Popeo Sabino  y, tras el consulado, gobernó la provincia  por ser amigo del rey tracio al que apresó mediante engaños y envió a Roma. Murió durante su gobierno de Siria  en el año 33.
Amigo de Tiberio y Ovidio, según cuenta Suetonio pasó en cierta ocasión dos días y una noche seguidos comiendo con el emperador y Lucio Calpurnio Pisón, tras lo cual recibió el gobierno de la provincia de Siria. Tenía amistad con la familia real judía.